# ناتالي تيمرمانز
ناتالي تيمرمانز (بالهولندية: Nathalie Timmermans)‏ هي لاعبة كرة لينة هولندية، ولدت في 21 يوليو 1989.

## وصلات خارجية
- ناتالي تيمرمانز على موقع أوليمبيديا (الإنجليزية)